# Musée National des Mines de Fer

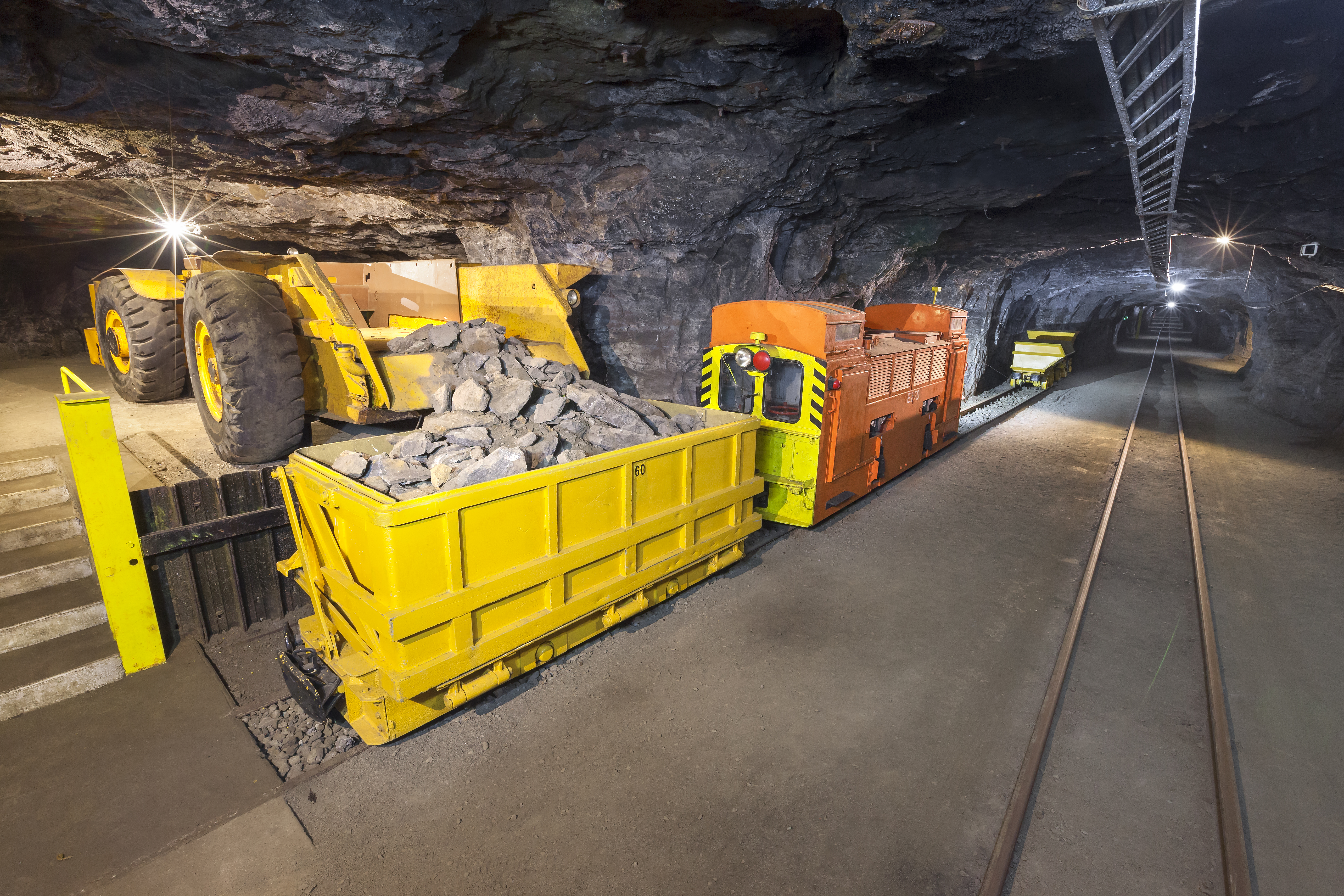

Het Musée National des Mines de Fer is een museum in Rumelange, een stad in Luxemburg.
Dit museum neemt bezoekers mee naar de ondergrondse gangen waar bijna 200 jaar - tot rond 1980 - Minetteijzererts werd gewonnen voor de smelterijen. Rondleidingen per trein voeren de mijn in. Vandaar kunnen bezoekers de gangen verkennen en de enorme werktuigen bekijken. Tentoongestelde voorwerpen laten zien hoe zwaar het werk was en hoe het zich in de loop der tijd ontwikkelde.